# АСЕМ
Форумът „Азия-Европа“ (AСEM) е интеррегионален форум за двустранни и многостранни връзки между Азия и Европа, целящи да сближат двата региона, да спомогнат за оформянето на координирана стратегия за развитие и постигането на по-балансиран политически и икономически ред. Той е официално създаден през 1996 г. на първата среща в Банкок, Тайланд. Дейността на АСЕМ се състои в неформални разговори лице в лице, равнопоставеност между членовете и регулярни срещи с различна честота между държавни глави, външни министри или старши официални лица с различни рангове и от различни сфери. Членове на АСЕМ са 27-те държави членки на Европейския съюз, Европейската комисия, други две европейски страни, Секретариатът на АСЕАН и още 20 азиатски държави.). Диалогът между членовете се основава на взаимно уважение и равнопоставеност и е фокусиран върху политически, икономически и социо-културни въпроси.